# کنکورد، ورمانت
کنکورد (به انگلیسی: Concord) یک شهرک در ایالات متحده آمریکا است که در شهرستان اسکس، ورمانت واقع شده‌است. کنکورد ۱۳۸٫۶ کیلومتر مربع مساحت و ۱٬۲۳۵ نفر جمعیت دارد و ۵۰۸ متر بالاتر از سطح دریا واقع شده‌است.